# سیارک ۱۶۱۲۸
سیارک ۱۶۱۲۸ (به انگلیسی: 16128 Kirfrieda، نامگذاری:1999XS92) شانزده هزار و صد و بیست و هشتمین سیارک کشف شده‌است که در ۷ دسامبر ۱۹۹۹ کشف شد.
قدر مطلق سیارک برابر ۱۰.۲ است.